# Taxithelium annandii
Taxithelium annandii är en bladmossart som beskrevs av Brotherus och William Walter Watts 1915. Taxithelium annandii ingår i släktet Taxithelium och familjen Sematophyllaceae. Inga underarter finns listade i Catalogue of Life.